# Wet Hot American Summer
Wet Hot American Summer è una commedia del 2001 diretta da David Wain. Il film, che è diventato un piccolo cult negli Stati Uniti, ambientato nel 1981 racconta le vicende di alcuni personaggi durante l'ultimo giorno di vacanze al campeggio estivo di Firewood, mentre un pezzo di uno Skylab rischia di schiantarsi proprio sul campeggio.

## Trama
Nel 1981, nel campo estivo di Camp Firewood, situato vicino a Waterville, nel Maine, ci si sta preparando per l'ultimo giorno di campeggio e per i partecipanti è, quindi, l'ultima possibilità di avere un incontro romantico con l'altro sesso. Nel frattempo, Ben e Susie, due appassionati insegnanti di recitazione, lavorano per mettere in scena, per quella sera, il più grande talent show che Camp Firewood abbia mai visto. Beth, la direttrice del campo, che ha il suo da fare con gli animatori ed i campeggiatori, è innamorata di Henry, un professore di astrofisica presso il Colby College. Henry ha la preoccupazione di escogitare un piano per salvare il campo da un pezzo dello Skylab, la stazione spaziale messa in orbita dalla N.A.S.A., che sta precipitando sulla Terra. Coop ha una cotta per Katie, una sua collega animatrice, e cerca di farle lasciare Andy, il suo fidanzato tanto odioso quanto infedele. Ad aiutarlo nell'impresa è, in un modo alquanto originale, Gene, lo chef del campo e veterano della guerra del Vietnam. Gary, l'apprendista  che lavora con Gene, e JJ cercano di capire perché il loro amico McKinley non sia mai stato con una ragazza e restano sorpresi nello scoprire che McKinley è innamorato di Ben che sposa con una cerimonia in riva al lago. Victor tenta di perdere la verginità con Abby, una ragazza alquanto disinibita, ma una serie di contrattempi sembrano impedire la realizzazione del suo proposito.

## Produzione
Il film è realizzato da alcuni membri del programma comico di MTV The State ed una commedia satirica che prende di mira le commedie adolescenziali degli anni settanta e ottanta.
È stato doppiato e distribuito in Italia dalla piattaforma digitale Netflix solo nel 2015, anno in cui è stata prodotta dalla medesima compagnia una miniserie prequel intitolata Wet Hot American Summer: First Day of Camp, mentre nel 2017 è stata realizzata la miniserie sequel dal titolo Wet Hot American Summer: Ten Years Later.